# Miet Ooms
Miet Ooms (1974) is een Vlaams vertaler (Engels/Duits – (Belgisch-)Nederlands), columnist, spreker en auteur.
Ooms is in 1998 afgestudeerd als licentiaat Germaanse talen Nederlands en Duits aan de KU Leuven. Vervolgens werkte ze  aan dezelfde universiteit acht jaar als redacteur van het Woordenboek van de Limburgse Dialecten en het Woordenboek van de Brabantse Dialecten. Vervolgens werkte Ooms als leraar Nederlands en Duits (2003-2007) en daarna werd ze freelance vertaler Engels en Duits naar het Nederlands. Van september 2014 tot maart 2015 werkte ze ook even bij de Taaltelefoon.
Naast haar vertaalwerk geeft ze ook lezingen over de variatie in het Belgisch- en Nederlands-Nederlands en over de werking van de taaladviesdiensten in Vlaanderen en Nederland. Daarnaast werkt ze als vrijwillig wetenschappelijk medewerker bij de Faculteit Letteren van de KU Leuven.

## Boeken
- Buurtaal. Praktische gids voor het Nederlands in België en Nederland (2020)
- Tot in de puntjes … Praktische leestekengids (2022)
- Eerste hulp bij taalkwesties (2022)
- Van vogala tot nocha (2025)

## Podcasts
- Taalverhalen (2022)
- Tot in de puntjes ... Over leestekens (2022)
- Kinderen van het ABN (2023)